# Valras-Plage
Valras-Plage é uma comuna francesa na região administrativa de Occitânia, no departamento de Hérault. Estende-se por uma área de 2,35 km². Em 2010 a comuna tinha 4 281 habitantes (densidade: 1 821,7 hab./km²).